# Eburia tetrastalacta
Eburia tetrastalacta es una especie de escarabajo longicornio del género Eburia, subfamilia Cerambycinae. Fue descrita científicamente por White en 1853.
Se distribuye por Bahamas y Jamaica. Mide 11-25 milímetros de longitud. El período de vuelo ocurre en los meses de marzo, mayo, junio, julio, agosto y septiembre.